# Filareto Kavernido
Filareto Kavernido, pseudônimo de Heinrich Goldberg, (Berlim, 24 de julho de 1880 - Moca, 16 de maio de 1933) foi o fundador e dirigente de uma comuna anarquista em Berlim, Tourrettes, Córsega e na República Dominicana.
Filho de um médico judeu de boa posição econômica, estudou medicina em Berlim e em Friburgo e se forma, em seguida, como médico em um hospital de Berlim. Em 1910 deixa a comunidade judaica e por volta de 1918 reaparece convertido no líder de um grupo anarcocomunista que pretende realizar em Berlim e arredores suas ideias utópicas baseadas nas teorias de Nietzsche, Platão e Fourier. O nome de seu grupo é "La Kaverno di Zaratustra“ em reconhecimento a Zaratustra de Nietzsche.
Filareto Kavernido publica alguns escritos, entre eles uma fábula em Ido. Em uma série de folhetos, os "Mitteilungsblätter aus Zarathustras Höhle" expõe suas ideias filosóficas e sociais fundamentais. Em 1925, foragido da justiça alemã por crime de aborto, encontra-se em Paris. Dali tenta estabelecer contacto com a sufragista suíça Margarethe Faas-Hardegger, que inspira na Suiça uma comuna com características semelhantes. Em Paris também estabelece contacto com o anarquista Émile Armand, em cuja publicação periódica "L’en dehors“ publica até sua morte artigos tanto de discussão teórica como informativos sobre as atividades de sua comuna. Em 1929 emigra com o resto do grupo para a República Dominicana, depois de haver passado vários anos tentando estabelecer sua forma de vida anarcocomunista (1926-1929) em Tourrettes-sur-Loup, ao noroeste de Nice, e em Córsega. 
Em 16 de maio de 1933, Filareto é assassinado a tiros em Moca, República Dominicana, por circunstâncias e razões desconhecidas.
Filareto Kavernido é mencionado em numerosas publicações de sua época, em artigos periodísticos e em livros, nos quais se informa sobre suas concepções políticas e filosóficas e descreve-se seu caráter autoritário e com tendências despóticas.